# Иволга (приток Селенги)
Иволга́ (бур. Эбилгэ) — река в России, в Иволгинском районе Бурятии. Левый приток Селенги. Длина — 40 км. Площадь бассейна — 730 км². Код водного объекта — 16030000512116300016084.

## География
Берёт начало на восточном склоне Гольца Гильбери (1569,1 м) водораздельного хребта Хамар-Дабана. Первые 10—13 км течёт на юго-восток в горно-таёжной местности. По выходе в Иволгинскую долину у села Калёново меняет направление на северо-восточное. В долине воды реки забираются многочисленными оросительными каналами. Ширина водотока порядка 4—6 м, при глубине до 0,5 м. В 10—12 км до впадения в Селенгу вновь течёт на юго-восток. У северо-восточной окраины улуса Нур-Селение и села Сужа Иволгу пересекает федеральная автомагистраль Р258 «Байкал». В районе этих сёл русло реки искусственно расширенно (до 20 м), берега обвалованы, что значительно уменьшило разливы во время весенних паводков. Впадает в Селенгу в 165 км от Байкала по левому берегу.

## Притоки
Наиболее крупные левые притоки: Халюта, Большая Речка, Красноярка (впадают в пределах долины). Правый приток — Студёная (впадает в Хамар-Дабане).